# Ommatius dolabriformis
Ommatius dolabriformis là một loài ruồi trong họ Asilidae. Ommatius dolabriformis được Scarbrough miêu tả năm 2002. Loài này phân bố ở vùng Tân nhiệt đới.